# Eois mediostrigata
Eois mediostrigata là một loài bướm đêm trong họ Geometridae.